# Şahinşah, Diyadin
Şahinşah là một xã thuộc huyện Diyadin, tỉnh Ağrı, Thổ Nhĩ Kỳ. Dân số thời điểm năm 2011 là 287 người.